# Henry Buckley
Henry Buckley ( Urmston, Manchester, 1904 - Sitges, 9 de noviembre de 1972) fue un fotoperiodista británico de origen irlandés, corresponsal que cubrió la República y la guerra civil española entre 1929 y 1939. 

## Trayectoria
Procedía de una familia anglo-irlandesa. Su padre emigró de Cork a Manchester. Buckley estudió en la Universidad de Reading. En 1929, tras un tiempo en París, fue enviado a España como corresponsal del diario The Daily Telegraph donde presenciaría la dictadura de Primo de Ribera, la caída de la monarquía de Alfonso XIII, el nacimiento de la Segunda República y, finalmente, la Guerra Civil española.

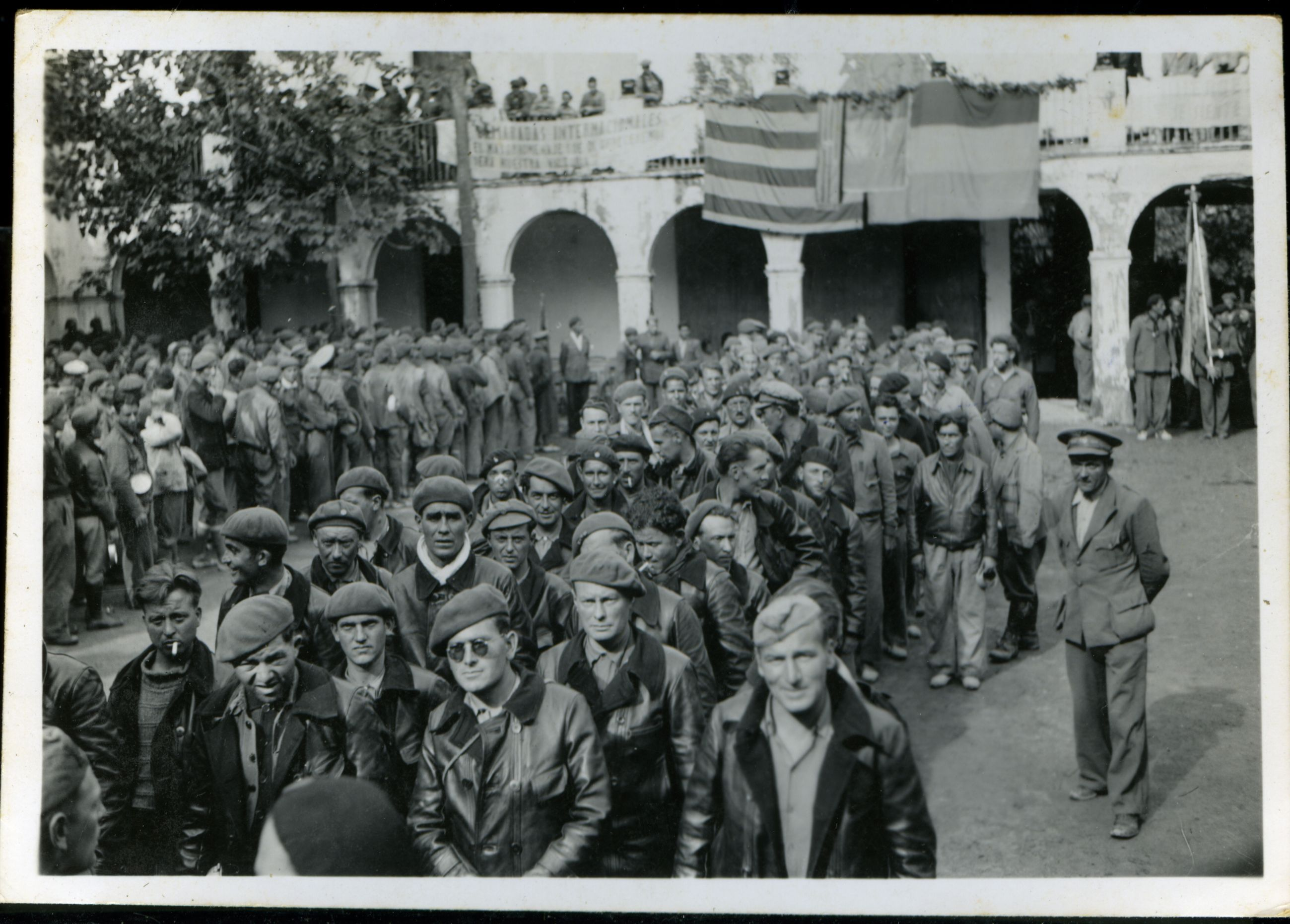
Fotografia de Henry Buckley de la despedida de las Brigadas Internacionales en L'Espluga de Francolí. 1938

Fue testigo de diez años de acontecimientos que cambiaron la historia mundial y así se convirtió (junto con Ernest Hemingway, Herbert Matthews, o Robert Capa, entre otros) en uno de los reporteros más experimentados de la guerra española. Hospedado en el Hotel Florida, informó sobre el asedio de Madrid. Siguiendo el conflicto recorrió diferentes frentes, son famosos sus reportajes de la Batalla de Teruel, la Batalla del Ebro y en los frentes de Madrid y Barcelona. En Barcelona, en 1938, conoció a su mujer María Planas i Izàbal, procedente de Sitges, y en poco tiempo se casaron. Se relacionó con las principales personalidades del bando republicano, como Dolores Ibárruri. En enero de 1939 cruza la frontera francesa junto a los refugiados que tomaban el camino del exilio.
Buckley también informó sobre la Segunda Guerra Mundial en el norte de África y finalmente en Italia y fue testigo de la entrada de las tropas aliadas en Berlín en 1944. Ese mismo año regresó a España para trabajar para Reuters, agencia de noticias que llegaría a dirigir.  Al jubilarse, residió en la villa de Sitges (Barcelona) donde murió en 1972.
Buckey también realizó algunos reportajes gráficos, se han hallado fotografías suyas de Toledo, Teruel, Gerona, Espluga de Francolí, Barcelona, Mora de Ebro, de la carretera de Tarragona a Barcelona, de la frontera de Le Perthus y los campos de internamiento de Argelès-sur-Mer y Saint-Cyprien. Una parte del archivo fotográfico Henry Buckley es consultable en el portal digital Fotografia de Catalunya.

## Obra
Vida y muerte de la República Española fue publicado en Londres en 1940. Pocas semanas después de su lanzamiento, el almacén donde se guardaban las copias fue bombardeado por los alemanes quedando a salvo solo algunos ejemplares. En 2004 fue publicado en español, traducido por su hijo, el historiador Ramón Buckley. En 2013 fue reeditado y publicado también en inglés. En el prólogo el historiador y escritor Paul Preston lo sitúa entre uno de los cinco mejores libros sobre la Guerra civil española. Ha sido traducido también al catalán.

## Reconocimientos
En 1966 recibió la Cruz de Caballero de la Orden de Isabel la Católica por parte del gobierno español y en enero de 1968 fue nombrado miembro de la Orden del Imperio  Británico. En el año 2009 la exposición Henry Buckley (Manchester, 1904- Sitges, 1972) mostró más de un centenar de fotografías inéditas de la que se publicó un catálogo. En 2021, la asociación FeMemòria junto con la Concejalía de Cultura de Sitges organizaron la exposición Nunca se “save” .